# (1432) Ethiopia
(1432) Ethiopia est un astéroïde de la ceinture principale découvert le 1er août 1937 à Johannesbourg (UO) par l'astronome sud-africain Cyril V. Jackson.

## Historique
Sa désignation provisoire, lors de sa découverte le 1er août 1937, était 1937 PG.

## Nom
Le nom de l'astéroïde est dérivé de l'Éthiopie, qui s'appelait alors aussi l'Abyssinie.